# ストライクウィッチーズ エンディング・テーマ コンプリート・コレクション
『ストライクウィッチーズ エンディング・テーマ コンプリート・コレクション』は、テレビアニメ『ストライクウィッチーズ』のキャラクターヴォーカルアルバム。2008年10月8日にコロムビアミュージックエンタテインメントから発売された。

## 概要
テレビアニメ第1期第1話から第12話までのエンディングテーマ「ブックマーク ア・ヘッド」の各バージョンを収録している。各バージョンはそれぞれ歌い手が異なっており、アニメ版の主要登場人物である11人のヒロインたちを演じる声優たちが歌っている。なおType-1は第1話と第2話で合計2回使用されているため、バージョン違いは全11種類である。ジャケットには、宮藤芳佳とリネット・ビショップがプリントされている。ボーナストラックとして、テレビアニメ第1期第8話の劇中歌でもある、ミーナ・ディートリンデ・ヴィルケ（田中理恵）が歌う「リリー・マルレーン」が収録されている。

## 収録曲
（全作詞：只野菜摘、作曲・編曲：橋本由香利） 
1. Type-1 [4:05]
歌：宮藤芳佳（福圓美里）、坂本美緒（千葉紗子）
2. Type-2 [4:05]
歌：宮藤芳佳（福圓美里）、リネット・ビショップ（名塚佳織）
3. Type-3 [4:05]
歌：宮藤芳佳（福圓美里）、ゲルトルート・バルクホルン（園崎未恵）
4. Type-4 [4:05]
歌：フランチェスカ・ルッキーニ（斎藤千和）、シャーロット・E・イェーガー（小清水亜美）
5. Type-5 [4:05]
歌：サーニャ・V・リトヴャク（門脇舞以）、エイラ・イルマタル・ユーティライネン（仲井絵里香）
6. Type-6 [4:05]
歌：ペリーヌ・クロステルマン（沢城みゆき）、エーリカ・ハルトマン（野川さくら）
7. Type-7 [4:05]
歌：ミーナ・ディートリンデ・ヴィルケ（田中理恵）、坂本美緒（千葉紗子）
8. Type-8 [4:05]
歌：宮藤芳佳（福圓美里）、ペリーヌ・クロステルマン（沢城みゆき）
9. Type-9 [4:05]
歌：宮藤芳佳（福圓美里）、ミーナ・ディートリンデ・ヴィルケ（田中理恵）
10. Type-10 [4:05]
歌：坂本美緒（千葉紗子）、ペリーヌ・クロステルマン（沢城みゆき）
11. Type-11 [4:05]
歌：宮藤芳佳（福圓美里）、坂本美緒（千葉紗子）、リネット・ビショップ（名塚佳織）、ペリーヌ・クロステルマン（沢城みゆき）、ミーナ・ディートリンデ・ヴィルケ（田中理恵）、ゲルトルート・バルクホルン（園崎未恵）、エーリカ・ハルトマン（野川さくら）、フランチェスカ・ルッキーニ（斎藤千和）、シャーロット・E・イェーガー（小清水亜美）、サーニャ・V・リトヴャク（門脇舞以）、エイラ・イルマタル・ユーティライネン（仲井絵里香）
12. ブックマーク ア・ヘッド（オリジナル・カラオケ）
13. リリー・マルレーン 
歌：ミーナ・ディートリンデ・ヴィルケ（田中理恵）
日本語詞：鈴木貴昭、作詞：ハンス・レイフ、作曲：ノルボルト・シュルトゥーゼ、編曲：長岡成貢